# リバーサルフィルム

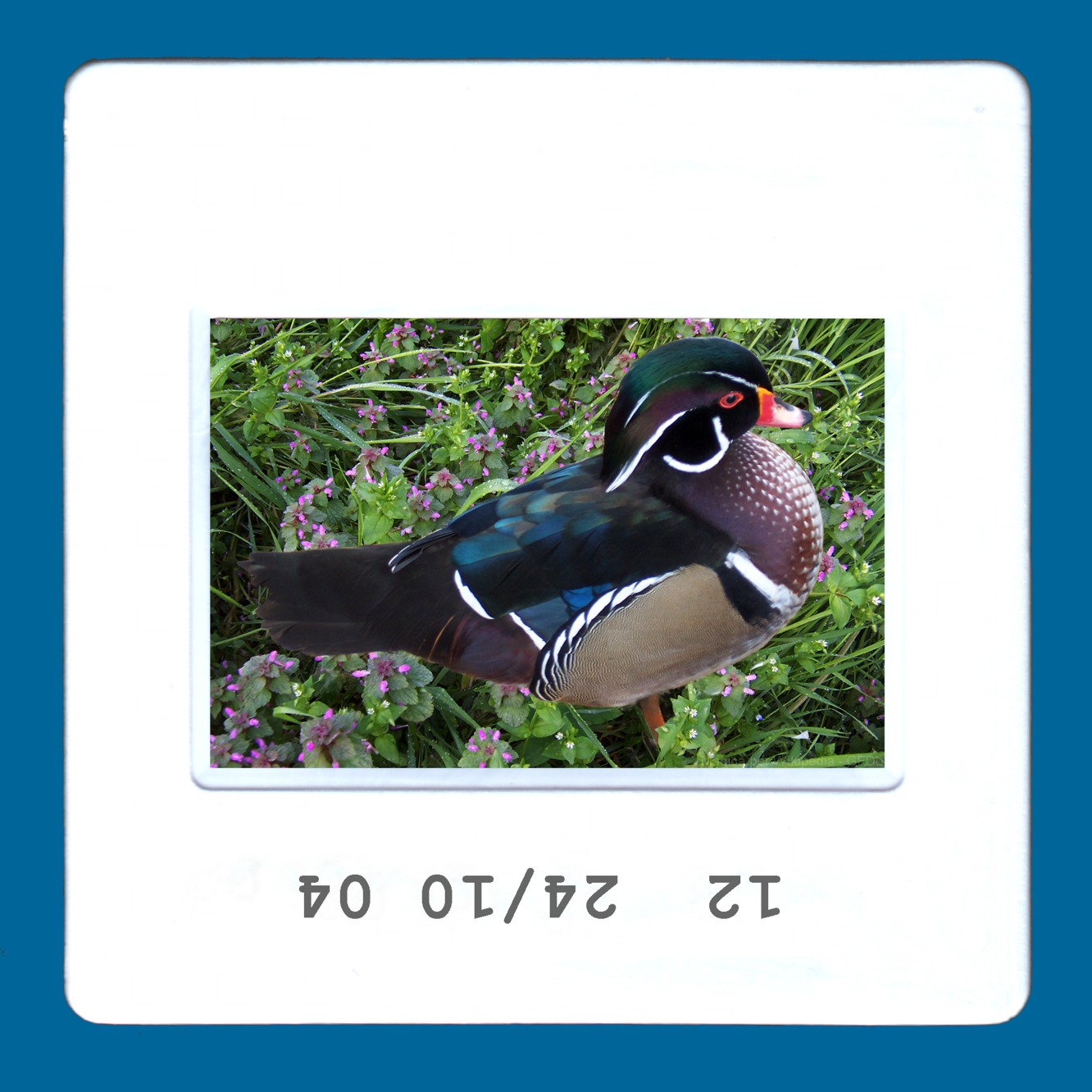
カラーリバーサルフィルムの例。マウントに収まっている。

リバーサルフィルム（英語: Reversal film, transparency film）、反転フィルム（はんてんフィルム）は、現像の過程において露光・第一現像後、反転現像によってポジ画像（陽画）を得る構造をもつ写真フィルムである。リバーサル写真フィルムはスライドおよび商業印刷に、16mmフィルムおよび8mmフィルム等の映画フィルムは映画の上映に使用される（映画の場合は、リバーサルフィルムで撮影することもあるが、ネガフィルムに撮影してそのネガ像でポジフィルムを露光させ、リバーサル現像ではなくネガ現像でポジ像を得ることがある。この場合ポジフィルムであるが、リバーサルではない。この記事では以下もっぱら写真について説明する）。ネガフィルムとは逆に画像の色や明るさをそのとおりに見ることができるため、ポジフィルムあるいは陽画フィルム（ようがフィルム）とも呼ばれる。スライドプロジェクタで拡大投影して使われることもあるため、スライドフィルムとも呼ばれる。日本では富士フイルム、コダック等が製造販売している。
ほとんどの製品はカラーフィルムであるが、イルフォード（イギリス）、ORWO（ドイツ）、フォマ・ボヘミア（チェコ）等各社が白黒リバーサルフィルムを製造販売している。過去においてはコニカ（コニパンリバーサル）、アグフア・ゲバルトも製造販売していたが、それらは2005年（平成17年）に製造終了となった。16mmフィルム、スーパー8やシングル8等、映画用フィルムでは、白黒リバーサルフィルムが2011年（平成23年）現在、日本でも製造販売されている。
本項ではもっぱらカラーリバーサルフィルムについて述べる。白黒のリバーサルフィルムについては白黒リバーサルフィルムの記事を参照のこと。

## カラーリバーサルフィルムの概要
ネガフィルムと比してラティチュードが狭く、フィルム自体が完成品となり撮影後の露光補正手段が限られているため、正確に露出やカラーバランスを合わせて撮影する必要がある。その反面、鮮やかでリアルな色再現性や解像度の良さから高く評価され、写真の分野においてプロやハイアマチュア写真家によく用いられる。しかしデジタル一眼レフカメラの普及によりリバーサルフィルムの利用が減少したため、一部メーカーが撤退したほか、フィルム価格の高額化やラインナップの縮小を余儀なくされている。書籍や雑誌、ポスターなど印刷用途としては、透過原稿の方が適しているためによく用いられてきたが、それも最近では出版がDTP化し、コンピューターと連携させやすいハイスペックのデジタルカメラに大半が置き換わりつつある。

## カラーリバーサルフィルムの構造と現像処理

### 構造
フィルム自体の基本的な構造はネガフィルムもリバーサルフィルムも全く同じで、トリアセテートベースの上に、下から赤感光乳剤、緑感光乳剤、黄色フィルター層、青感光乳剤が塗布してある。実際には、この他に発色を改善したり保護したりする複数の層が設けられている。

### 現像処理
現像処理は、ネガカラーフィルムの場合は、最初から発色現像を行うが、カラーリバーサルフィルムの場合は、その前に反転現像とよばれる一連の処理が行われる。
内式フィルムの現像においては、イーストマン・コダック社のE-6現像が事実上の標準処理であり、フジクロームのCR-56現像もこれに準じた完全に互換性のある処理である。アグファクロームはAP-41処理、コニカクロームはCRK-2-61処理を専用処理に指定していた。
反転現像では、まず最初に第一現像といわれる黒白現像が行われる。これは、感光した部分の潜像を金属銀に変化させるもので、モノクロネガフィルム用の現像液と近似の現像液（モノクロネガ用よりコントラストが高くヌケがよい）が用いられる。第一現像終了後の状態はモノクロネガフィルムのように、光が当たった部分が黒くなっている。
次に、第一現像で現像されなかった部分を反応させるための処理が行われる。英語ではfogging（カブリのこと）と言う。昔は第二露光といって、感光させることにより行われていたが、露光ムラを防ぐため現在ではこのプロセスも薬品浴で行う。この処理の終了後のフィルムの状態は、第一現像で金属銀が生じた部分以外に、処理で感光した潜像が生じている。この潜像が発生した部分に対して行うのが、発色現像であり、以下の処理はネガカラーフィルムと同じである。最近のE-6処理ではfoggingと発色現像を同時に行うように改良されている。
発色現像では、EDTAなどの薬品が使用されるが、酸化発色で色素が形成される。終了後定着を行い、第一現像で生じた金属銀と二次感光で発生した潜像の金属銀を漂白で溶かし、洗浄すると透明陽画が形成される。

### 内式と外式
カラーリバーサルフィルムには、感光乳剤中に色素を形成するカプラーを混入したものと、発色現像液中にカプラーを混入して処理するものがあり、前者を「内式」後者を「外式」と呼ぶ。登場当時のカラーリバーサルフィルムは全て外式であったが、イーストマン・コダック社が唯一製造していた外式カラーリバーサルフィルム、コダクロームが2009年に販売終了し、すべての製品が内式となった。外式の方が粒子が細かいので解像度が高く、耐変色性にも優れるが、フィルムの現像は内式よりも複雑で、3色分の感光乳剤層を個別に二次露光と現像をするため機械の精度や技術者の熟練が必要とされ、コダックが指定する限られた現像所（KODAK K-LAB）でしか処理できない。販売された全てのコダクロームフィルムが使用期限を過ぎ、2010年（平成22年）12月30日受付分をもって現像処理を終了した。

### デイライトフィルムとタングステンフィルム
カラーフィルムには、太陽光およびフラッシュ光源で撮影することを前提に作られたデイライトフィルムと、白熱電球などタングステン光源で撮影するように作られたタングステンフィルムが存在する。この区別はリバーサルフィルムに限らずカラーネガフィルムにも存在するが、後者はきわめて少数しか存在しない。
デイライトフィルムは色温度5,500K、タングステンフィルムは色温度3,200K前後の光源が基準の色再現設計となっている。このためデイライトフィルムでタングステン光源下の被写体を撮影すると赤っぽく写り、タングステンフィルムで昼光下の被写体を撮影すると青く写る。どちらも色温度変換フィルターにより異なる色温度下での撮影に対応できるが、その分露光倍数が掛かり光量を損失することになる。タングステンフィルムの青い写りを利用して印象的な夜景やユニークな撮影に利用するユーザーも多い。

## カラーリバーサルフィルムの現像サービス
現像は一般の写真店・カメラ店・DPEなどで受け付けている。ただし、ネガフィルムの多くが店頭の自動現像機で処理が行われているのに対し、リバーサルフィルムは店頭では処理できずプロラボやフィルムメーカーの現像所に集荷して現像を行うのが一般的である。ネガフィルムでは1時間程度で現像・プリント・袋詰めが可能であるが、リバーサルフィルムの場合は、通常メーカー現像所に出すため受け取りまでに2〜3日掛かってしまう。リバーサルフィルム用自動現像機のあるプロラボの店頭に持ち込めば即日仕上げが可能だが、標準のE-6処理で処理に要する時間は33分(乾燥工程を含まず)であり、受付から最短でも1.5〜3時間程の時間を要する。増減感等追加のサービスを利用した場合はさらに時間がかかる。現像料金もネガフィルムより高い。

### 仕上げの種類
ロールリバーサルフィルムの現像を注文すると、マウント仕上げかスリーブ仕上げのどちらにするか尋ねられる。マウント仕上げとはフィルムを1コマごとにカットしてスライドプロジェクターに挿入するホルダー（マウント）に挟んだ状態で仕上げるものである。一方スリーブ仕上げは通常のネガシートに数コマずつフィルムを入れて仕上げるものである。マウント仕上げのほうが若干料金が高いのが普通である。

### 増減感
一部のリバーサルフィルムは、現像時にある程度正規の感度より感度を上昇あるいは低下させることができる。現像注文時に指定する。一般的には増感が数段、減感は1段以内までの幅で変更できるが、どちらもコントラストや色味、解像度が変化する（増感は+2段位までが好ましい）。

### 切り現
切り現とは切り現像のことで、フィルムを途中でカットしてその断片のみを現像すること。一時的に増減感をする場合や露出の確認などに使われる。一部のプロラボのみが用意しているサービスである。

### ペーパープリント
リバーサルフィルムからプリントを行う場合は、インターネガ方式とダイレクトプリント方式の2つの方法がある。どちらも一枚あたりの単価はネガフィルムからのプリントより高価である。また、通常リバーサルフィルムは現像同時プリントはしない。

#### インターネガ方式
現像済みのリバーサルフィルムから一旦プリント用のインターネガを作成し、インターネガからプリントする方法。インターネガを作成してからプリントする場合、ネガフィルムからのプリントと同じ方法になるため、大量にプリントする場合はダイレクトプリントに比べてコストが低くなる反面、オリジナルフィルムの色調やシャープネスの再現性が低くなることが多い。

#### ダイレクトプリント方式
専用印画紙および専用現像プロセスによってリバーサルフィルムから直接プリントする方式。インターネガ方式より多少ラチチュードが狭くなり、コントラストが高くシャドウ部のディテールが失われがちだが、オリジナルフィルムに近い色調やシャープネスを再現できる。プリントのコストはインターネガよりも高くなるものの、リバーサルフィルムからのプリントではフィルム上の画像に近い仕上がりを得られるダイレクトプリントが主流となっている。

## おもなカラーリバーサルフィルム

### イーストマン・コダック
イーストマン・コダック社（以下コダック）は、世界で最初にカラーリバーサルフィルムを製造した会社である。35ミリフィルムをはじめ各種フォーマットの製品を製造し、そのラインナップも他社を圧倒してきたが、近年相次いでラインナップを削減し、現在リバーサルフィルムのラインナップは数種類のみである。外式のコダクロームと、内式のエクタクロームの2ラインの商品を有していたが、コダクロームシリーズは販売・現像処理とも終了している。一方アマチュア向けのフィルムが新たにエリートクロームシリーズとして独立した。2012年、連邦倒産法第11章を申請し、採算の悪い部門の廃止を打ち出した。それに伴い、3月31日をもって、リバーサルフィルムの生産を終了した。しかし、2017年1月にエクタクロームの再販が告知され、生産終了から約6年後の2018年10月、エクタクロームE100の再販が開始された。

#### コダクローム

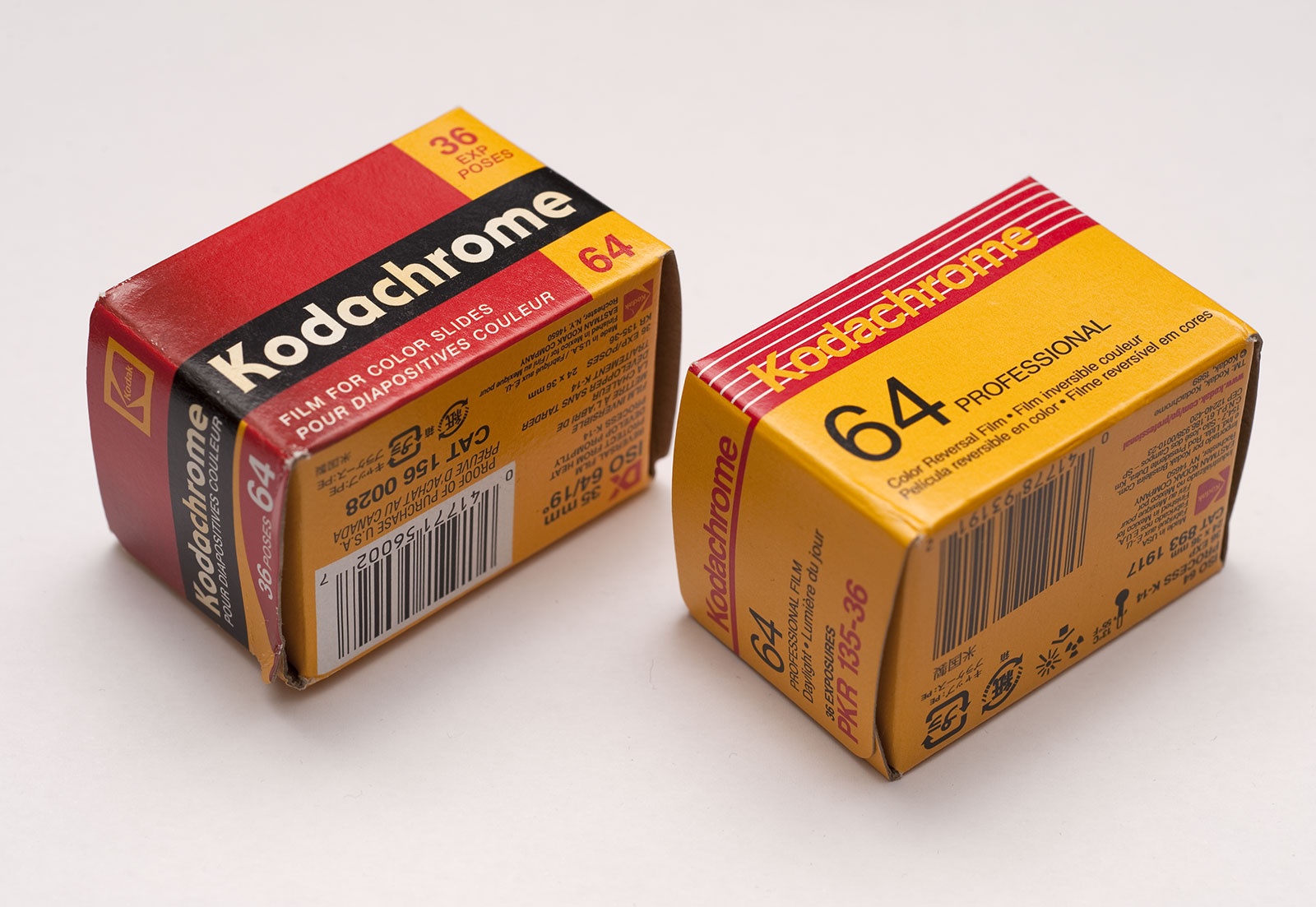
KRとPKR

1936年より発売されていた世界初のカラー写真フィルムであり、日本で最後まで販売されていた外式リバーサルフィルム。重厚な発色、高解像度、耐変色性などに優れるのが特徴で、色層ごとに染色する形になるため、撮影済フィルムを裏面から見ると、感光部が肉を盛ったような形状になる。当初は増感現像が出来なかったが、後に第一現像の時間を変更することで+2までの増感現像ができるようになった。
かつてはISO25のもの（KM,PKM）、タングステンタイプ（タイプA）のもの（KPA）、ISO200のもの(KL、PKL）があったがいずれも製造中止になっている。また過去に存在した120, 110, 126といったラージフォーマットあるいはカートリッジ式のコダクロームもすべて製造中止となった。135判用のISO64のもの（KR、PKR）のみが販売されていたが、2009年6月22日に製造打ち切りが発表され、すべてのラインナップが製造中止となった。以下は最後のラインナップである。
コダクローム64（KR） - 販売終了
ISO64の標準的なフィルム。RMS粒状度は10。内式フィルムとは違う渋みと濃厚感のある色調を手軽に楽しめる。
コダクローム64プロ（PKR） - 販売終了
KRに比べ、ロットによる色表現のばらつきが抑えられている。その代償として保存時の温度管理が必要（13度以下）。
アマチュア向けカメラ雑誌ではPKRは人物撮影に向かないなどのレビューが掲載されていたのと対照的に、PKRはグラビア撮影では最も支持を得ていた。
現像工程はK-14処理で、日本国内では当初は東洋現像所（1986年より社名変更でイマジカ）のみ、のちにローヤルカラー、堀内カラーが加わったがこの三社のみでしか処理できなかった。現像を実際に行っている堀内カラー杉並事業所に朝一番で持ち込んでも仕上がりは夕方であり、E-6処理の2時間と比較してかなりの長時間を要した。地方では納期に一週間近くを要するところもあった。最後まで現像を行っていた堀内カラーは2007年12月でサービスを終了、その後コダックがアメリカのカンザス州にあるドウェインズ・フォト社への取次ぎ手配サービスを行っていたがこちらも国内販売分が使用期限切れとなる2008年9月で終了している。取次の料金は3507円で納期は2-3週間であった。最終的にK-14処理のできるラボは世界でただ一箇所、ドウェインズ・フォト社のみとなったが、これも2010年12月30日到着分をもって終了した。
現在、東京都墨田区にあるレトロエンタープライズにおいて使用期限切れ撮影済みのコダクロームフィルムをカラーリバーサル画像としてではなく、白黒ネガ仕上げとしての現像に対応している。

#### エクタクローム
コダックのプロ用内式リバーサルフィルムのシリーズである。初めてE-6処理を採用したEPR（1976年9月発売・日本では1977年発売）を皮切りに各種のフィルムが登場し、35ミリ、ブローニーのロールフィルム、シートフィルムなど様々なフォーマットに対応していたが次第にラインナップを縮小していった。2012年3月1日にエクタクローム製品すべての製造終了が発表された。しかし、アナログ写真の人気が高まりプロ用写真フィルムの販売が増加しているとして、2018年10月にはエクタクロームE100の再販が開始された。
エクタクロームはプロ用フィルムとして、出荷の時点でカラーバランスが最良に調整されており、輸送、保管には13度以下のチルド保存が求められ、パッケージを開封したらすぐに撮影し24時間以内に現像処理をすることを推奨している。これに対しアマチュア用フィルムは製造から一定の期間経過後に撮影、処理されることを想定し、経時変化を考慮してカラーバランスが調整されている。乳剤によりプラスマイナス1/3程度の感度のばらつきや、微細なカラーバランスの変化もあるが、これらの情報もプロ用フィルムに関してはメーカーから細かくデータが提供されている。
エクタクローム 64（EPR） - 販売終了
1976年発売以来長期にわたって使い続けられたプロの標準フィルム。発売から30年経過しても未だこのフィルムを越えるリバーサルフィルムは無いと言う女性専科のプロカメラマンも多く、リバーサルフィルムとしてはもっとも実績があり、多くのユーザーに信頼されてきた。RMS粒状度は12で最近のフィルムに比べ決して高くはないが、綺麗にそろった粒子は非常にシャープネスが高い。色味としては標準的なコントラストと彩度を持っているが、乳剤によっては少々黄色みを帯びた発色をするものがあり、ISO50〜ISO80の範囲で感度のばらつきがある。どちらかと言えば風景写真よりポートレートに向いているとされる。2008年末をもって販売を終了した。
エクタクローム 64T（EPY） - 販売終了
ISO64のタングステンタイプ（タイプB）のフィルム。3200Kの写真電球下で撮影することで、正しいホワイトバランスが得られる。このフィルムは発売当時はISO50であったが、その後同じ型番EPYのままでISO64に変更された。この時点で発色がマゼンタよりにシフトしている。RMS粒状度は10。スタジオでの商品撮影には不可欠なフィルムである。ストロボやデイライトでの撮影には85Bフィルタを用いることでカラーバランスを補正することができる。相反則不軌特性が非常に優れており3分間露光しても補正が必要ない。2009年販売終了。
エクタクローム 100（EPN） - 販売終了
EPRに比べるとコントラストや彩度が低いが、このフィルムは変則反射に強い設計となっている。たとえばアニリン系の染料で染めた布などにおける、一部のスペクトルの異常な吸収に影響されない配慮がされている。このため、リアルな質感を伝えるための商品撮影やファッションポートレート、大学などの学術発表などにおける資料スライドなどに用いられている。販売終了。
エクタクローム 100プラス（EPP） - 販売終了
EPNとE100Gの中間程度のコントラスト、彩度を持つ。このフィルムはストロボ撮影に特化されたカラーバランスとなっている。EPPの最後のPはプラスαを意味する。2009年販売終了。
エクタクローム E100
中庸な色表現を行うフィルム。偏りのない階調が特徴で、風景やファッション写真、スナップなどなど幅広い用途に適している。2018年12月時点で、唯一の現行品である。
エクタクローム E100G - 販売終了
中庸な色表現を行うフィルム。比較的リアルな風景やスナップなどに適している。2012年3月1日、135フィルム36撮り、120フィルム（ブローニーフィルム）、4×5in判および8×10in判シートフィルムの生産終了が発表された。
エクタクローム E100GX - 販売終了
E100Gよりもアンバー（暖色）寄りの表現を行うフィルム。肌の色を健康的に見せるため、ポートレートに向いている。販売終了。
エクタクローム E100GP - 販売終了
E100Gよりも寒色よりで、日本人にとって白の表現が純白のように見えるように表現するフィルム。日本限定で、かつブローニフィルム（120）のみラインナップする。2008年末をもって販売終了。
エクタクローム E100VS - 販売終了
コントラストは中庸であるが、発色彩度を上げたフィルム。風景写真に向いている。2012年3月1日、135フィルム36撮り、120フィルムの生産終了が発表された。
エクタクローム E200 - 販売終了
感度はISO200だが、+2段増感までに対応できるため、室内などでの撮影にも対応できる。発色傾向はEPRに似ている。製造終了。
エクタクローム　EDUPE - 販売終了
デュープリケート（リバーサルフィルムの複製）専用のフィルム。販売終了。

#### エリートクローム
一般向けリバーサルフィルムとして、従来のエクタクロームダイナに代わって2004年より開発され2006年2月より発売された。これにより、エクタクロームはすべてプロ用となった。ただし、エリートクロームにも「Kodak Professional」の文字がある。
2011年12月、エリートクローム100の製造販売終了を発表、翌2012年3月1日、コダックはエクタクローム製品とともに、すべてのエリートクローム製品の製造販売終了を発表、同社の写真用カラーリバーサルフィルムの歴史は終焉した。映画用カラーリバーサルフィルムについては、同時点では発表はない。

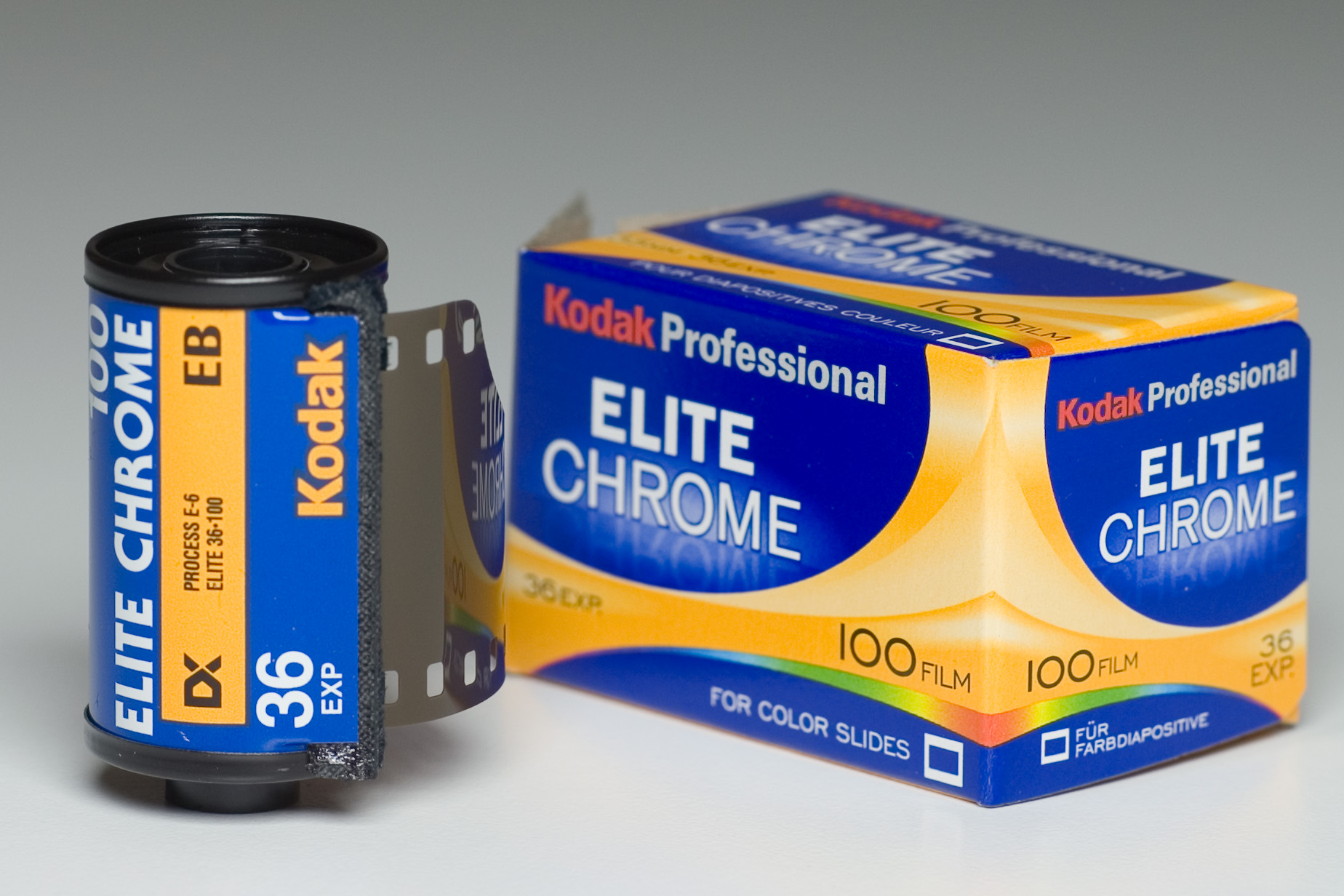
エリートクローム100

エリートクローム100（EB） - 販売終了
エリートクローム200（ED） - 販売終了
エリートクローム400（EL） - 販売終了
忠実な色再現を行うフィルム。感度はそれぞれISO100、200、400。従来のエクタクロームダイナEX、HGの後継である。
エリートクローム エクストラカラー100（EBX4） - 販売終了
鮮やかな色表現を行う。従来のエクタクロームダイナハイカラーの後継である。2012年3月1日、135フィルム36撮りの生産終了が発表された。

### コニカミノルタ
日本で最初のカラーリバーサルフィルム（さくら天然色フヰルム）を発売した同社であったが、2007年3月をもって生産を終了、フィルムを含む写真事業から撤退した。以下は、最後のラインナップ。

#### コニカミノルタクローム

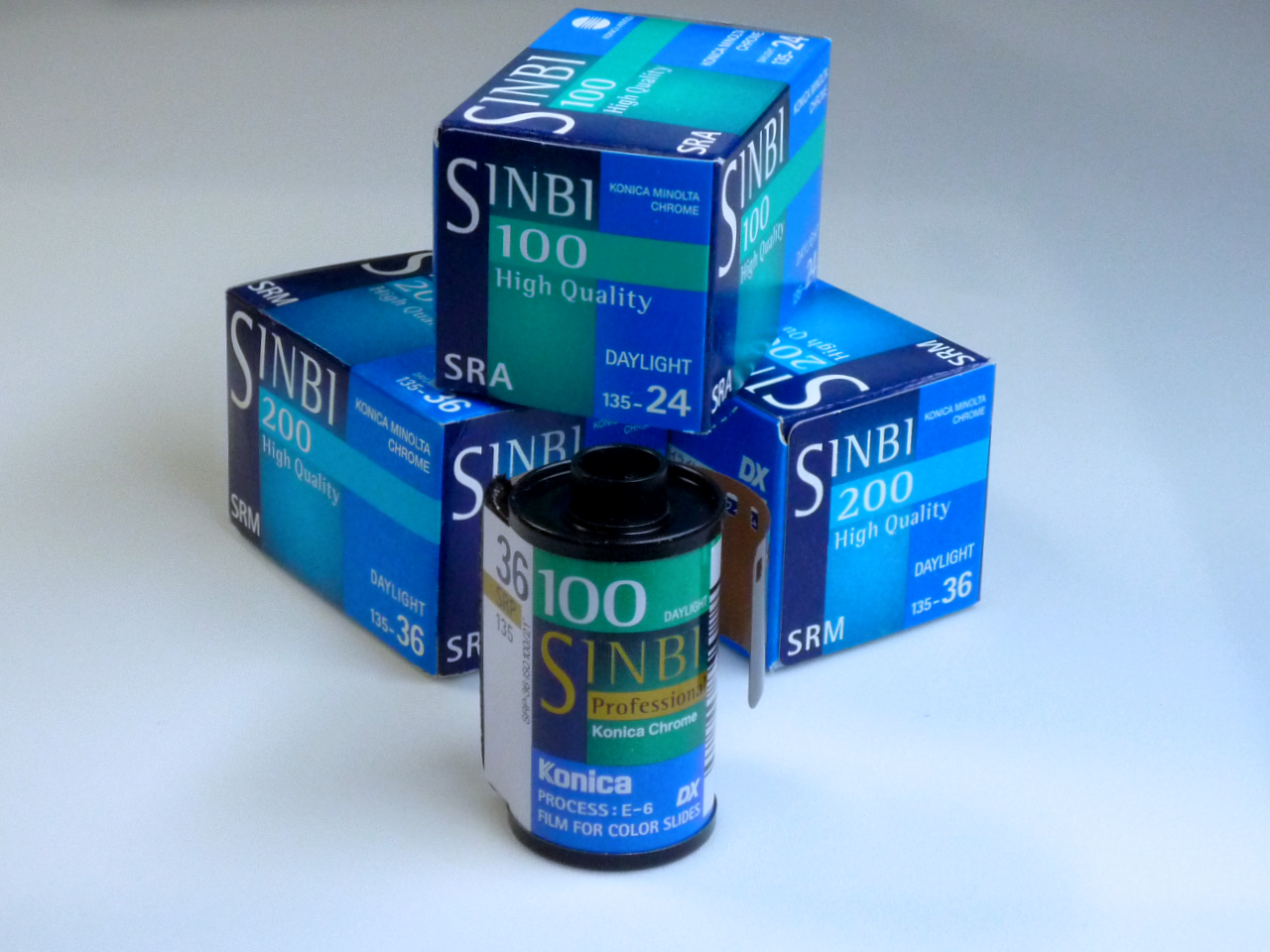
SINBIシリーズ

内式リバーサルフィルムのブランド名。旧コニカクローム。最終ラインナップとして、SINBIシリーズの3種類が発売されていた。
SINBI 100 ハイクオリティ（SRA） - 販売終了
見た目に忠実で、豊かな階調表現ができる。鮮やかさを意図しないネイチャーフォトに向いている。RMS粒状度は11。
SINBI 100 プロフェッショナル（SRP） - 販売終了
プロ向けフィルムで、保存時に温度管理が必要。保存温度は通常で10度以下、長期では0度以下となっている。SRAよりもコントラストが比較的高い。RMS粒状度は10。
SINBI 200 ハイクオリティ（SRM） - 販売終了
夕方や曇天などの比較的暗めの光量時に有効なフィルム。色調はSRAとほぼ同じ。RMS粒状度は11。

### 富士フイルム

#### フジクローム
内式リバーサルフィルムのブランド名。発売当初のE-4処理タイプの時代は、とても実用に耐えるものではなかったが、E-6処理対応後の製品では、徐々に改良が進み、現在ではコダックの製品に比肩するまでに成長した。当初は比較的コントラスト、彩度の高い製品しかラインナップしていなかったが、高いコントラストと彩度、記憶に残りやすい色を強調表現するベルビアの登場により、日本だけでなく海外でもネイチャーフォトなどを中心に利用され始める。色の傾向としてはコダックの製品に比べややマゼンタが強く表現される傾向がある。これは以前から全ての富士フイルム製品に共通する特徴でもあり、色相は寒色系でコントラストや彩度が比較的高いのが特徴である。プロ用・一般用フィルムの区別無く、保存温度は15度以下と指定されている。
フジクロームでは、そのフィルムの発色の傾向を「ナチュラルカラー」「イメージカラー」「リアルカラー」の3種類に分けて表示している。「ナチュラルカラー」は高い彩度を実現しつつ自然な色表現、「イメージカラー」は記憶に残る高彩度で硬調な色表現、「リアルカラー」は本来の色に忠実な色表現をするフィルムにつけられる。
プロビア100F（RDP III）

フジクロームの標準的なフィルムで、忠実な色表現と彩度のやや高い発色をする。色再現分類ではナチュラルカラーに該当する。RMS粒状度は8。最大+2段の増感に対応できる。印刷原稿用途に適した、グレー染色ベースフィルムを採用する。
ベルビア（RVP） - 販売終了

フジクロームが海外でも評価されるきっかけとなったエポックメイキングなフィルム。イメージカラーのフィルムの代表例で、従来のリバーサルフィルムにない高いコントラストと彩度を持ち、記憶に残りやすい色を強調するような発色をする。ISO50だが実質の感度は若干低め。RMS粒状度は9。風景写真家には概ね好評だったが、ポートレート写真家には顔が赤くなるので不評であった。
2005年をもって生産が終了し、販売も2006年で終了する予定だったが、後継となるはずだったRVP100の発色がRVPとは異なることで、ユーザから継続販売の声が多く寄せられた。そのため、後述する「ベルビア50」の開発と移行販売が決定した。
ベルビア50 （RVP50）
一部の原材料が入手困難なことと、後継としてベルビア100を投入したことで販売終了する方向だったRVPだったが、ユーザからは発色がRVPと異なることで、継続販売を要望する声が多かった。
そこで原材料を入手が容易なものに変更しながらも、RVP同様の色を再現する「ベルビア50」（当初はベルビアIIという仮称が付けられた）の開発、販売を行うことになった。RMS粒状度もRVPと同じ9。
2007年4月15日より、ロールフィルム（120、220）とシートフィルム（4×5、8×10、クイックロード）で販売を開始、のちに35mmフィルムも移行した。2008年度カメラグランプリ・カメラ記者クラブ特別賞を受賞している。
ベルビア100（RVP100）

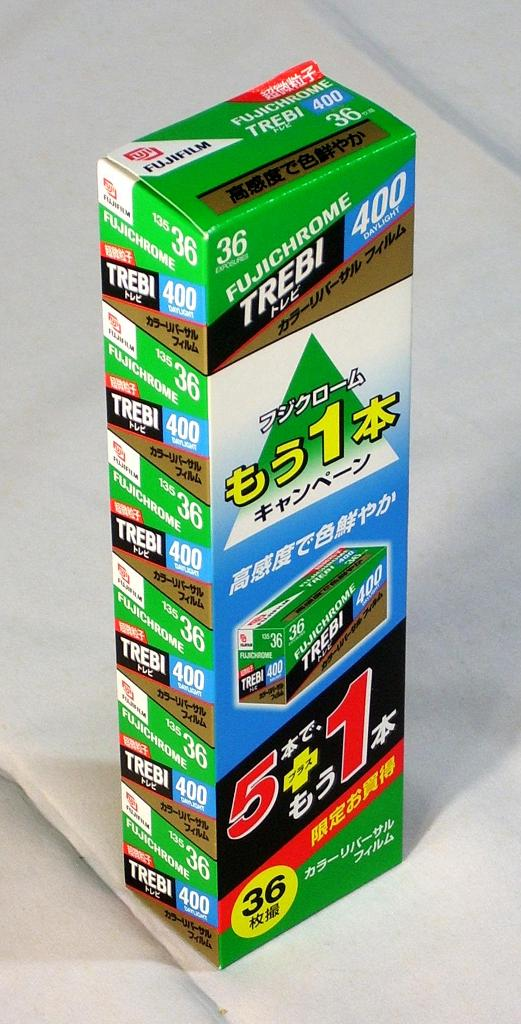
トレビ400（6本入り）パッケージ

ISO感度100。色再現はイメージカラー。高いコントラストと彩度を持ち、記憶に残りやすい色を強調するような発色をする。RMS粒状度は8。生産終了したベルビア（RVP）の後継品となるはずであったが、発色が異なるとユーザの声が多く寄せられ、結局ベルビア50が真の後継品として開発、発売された。
ベルビア100F（RVP F） - 販売終了
ISO感度100。色再現はリアルカラー。ベルビアという名称ながらRVP50およびRVP100とは方向性を異にしており、忠実な色再現のまま高いコントラストと高彩度の発色をするフィルムとして開発された。ネイチャーだけでなく、鮮やかな表現を求める場合のポートレートやスナップにも利用できる。
アスティア100F（RAP F） - 販売終了

ISO感度100。色再現はリアルカラー。忠実な発色と穏やかなコントラスト表現を行う。階調表現が豊かで健康的な肌色の表現を行うため主にポートレートに使われる。RMS粒状度は7で、内式リバーサルフィルムで最も高精細。生産終了。
プロビア400F（RHP III） - 販売終了
RDP IIIと同等の発色で、ISO感度400のフィルム。色再現はナチュラルカラー。最大で+3段の増感に対応し、室内や暗所での撮影やスポーツフォトに対応する。RMS粒状度は13。2006年4月より、後継のプロビア400Xとのラインナップの入れ替えが行われた。
プロビア400X（RXP） - 販売終了
ISO感度400。2006年4月（35mm）、2006年9月（120）発売。RHP IIIに比べてRMS粒状度を11とし、より微細な描写を実現する。また、発色においてもRDP III に近いナチュラルな発色に改良されている。最大で+2段の増感に対応し、室内や暗所での撮影やスポーツフォトに対応する。
T64プロフェッショナル（RTP） - 販売終了
ISO感度64。色再現はリアルカラー。64T TYPEII（RTP II）の後継として発売された商品撮影向けのタングステンタイプフィルム。RMS粒状度は7で、RTP IIのRMS粒状度10より大幅に向上している。また、より軟調な諧調表現をする。フジクロームで唯一の一般撮影用タングステンタイプフィルムである。120タイプは2010年6月に販売終了（135タイプは継続）。
トレビ100C - 販売終了
ISO感度100。色再現はナチュラルカラー。プロビア100Fをベースに作られたアマチュア向けのフィルムで、発色はプロビアよりも少々鮮やか。増感補正には対応しないものの、常温保存が可能で扱いやすい。RMS粒状度は8。ベースはクリアベースである。かつてはISO感度400のものもあった。2010年6月に販売終了。
センシアIII 100（RA III） - 販売終了

ISO感度100。色再現はリアルカラー。アマチュア向けのフィルムで、リアルな発色とコントラスト表現を行うため、医療・学術用途のほか、スナップやポートレート、商品撮影に向いている。忠実な色再現と高い解像度を実現するために、アスティア100 Fと同じ技術を用いて設計されており、写りの傾向も類似する。特殊用途使用での大口販売用に、プロ用フィルムのようにRAの略号が付けられており、フジクロームで唯一12枚撮りがあったが、現在は販売終了している。RMS粒状度は8。かつてはISO感度100のほか200と400のものもあり、設計もプロビアがベースだった。
フォルティア/フォルティアSP - 販売終了
ベルビアよりも更に鮮やかな色表現を行うイメージカラーのフィルム。ISO感度はいずれも50。コンパクトタイプのデジタルカメラに近い色表現。
初代フォルティアは2004年夏に限定発売されたが、晴天での撮影で原色がベタベタした油絵のような表現になるため、表現方法や使用場所が限られていた。
2代目となるフォルティアSPは2005年春に限定発売された。一部の色の発色を抑えることで油絵のような表現を控えめにしている。好評だったことで2007年1月に再度限定発売された。
ともに「真を写す」リアルな表現よりも、記憶に残りやすい印象的な風景を表現するのに適している。
CDU タイプII プロフェッショナル（CDU II） - 販売終了
デュープリケート（リバーサルフィルムの複製）専用のフィルム。タングステンタイプでISO感度5〜10。販売終了。

### 映画用フィルム
上記のような写真用ではなく、小型映画用の16mmフィルム、8mmフィルムでは、2011年現在もカラー・白黒ともにリバーサルフィルムが製造販売されている。下記項目・節を参照。
- スーパー8mmフィルム#現行製品
- シングル8#フィルム

## 製造メーカーによる発色傾向
コダックはコーカソイド人（目の色が黒いアジア人等に比べ青みがかって見える）が中心となって開発を行っているため、比較的黄色味が強い発色で、全体的にコントラストは低め。富士フイルムは日本人に好まれるコントラストや彩度が高めの発色で、色味も比較的青からマゼンタに寄る。コニカミノルタは全体的にコントラストや彩度が低めで青みの強い発色をする。
コダックのリバーサルフィルムは、粒状性を改善する（つまり粒子を細かくして解像度を上げる）ことに重点を置くフジクロームとは対照的に、より広いダイナミックレンジ（カラーレンジ）を重点に開発されている。このため、どのフィルムもフジクロームに比べ微粒子感は劣るが、色領域の広さにおいてはコダックのリバーサルフィルムが優れている。色の鮮やかさ、精細さからフジクロームを選ぶカメラマンがいる反面、コダックのリバーサルフィルムしか使用しないカメラマンも少なくない。
一般的にはフジクロームは風景に、エクタクロームは人物に向いていると言われているが、この辺りは個人の好みによる部分が大きい。

## 感光乳剤と色調
フィルムの乳剤番号（エマルジョンナンバー：生産ロット）によって色調は若干異なることがあり、また現像液の温度、発泡状態によっても異なる（朝一番の処理か夕方の処理か等）。これらの実情からほとんどのプロラボでは、フィルム乳剤番号とそのプロラボで処理した場合どれくらい発色の偏りが出るかを記した情報「エマルジョンニュース」を出している。これを参考にしてCCフィルターを撮影時に用いてより厳密な色補正を行うことが出来るが、スタジオ撮影の商業写真では特にシビアにされる。逆に言えば、乳剤番号による発色の偏差はCCフィルターによる補正を必要とするほどということでもある（但したいていの場合、色調の偏りは市販CCフィルターの最も薄いもの程度）。ラボ間のカラーバランスの変化は時として乳剤番号の違い以上に異なる場合があるので、作品の色調に統一性を持たせるには同じラボで処理に出すのが望ましい。処理液のコンディションも発色に影響を与え、日曜休業のプロラボでは月曜の朝一番の処理液状態は概ね不安定であり、厳密な発色を求めるプロカメラマンは火曜日になるまで現像に出さないこともある。
しかし最近では乳剤の製造技術が大幅に向上し、乳剤による色調の変化は収束されつつある。現在では各社のほとんどのフィルムが補正なしで利用できる。

## デジタルカメラによる影響
2003年頃より、本格的なデジタル一眼レフカメラの普及が進み、プロ写真家や一眼レフを使うアマチュアカメラマンがデジタルへと移行しつつあるため、リバーサルフィルムの売り上げも減少傾向にある。特にプロカメラマンは顧客から電子媒体の状態での作品提出を指定されることが多くなり、いっそうフィルムの役割は縮小している。
しかし、フィルムならではの表現にこだわるプロ写真家やアマチュアカメラマンが存在するため、一般ユーザー向けがメインのネガフィルムよりも減少傾向は小さい。リバーサルフィルムのシェアの大半を占めるコダックと富士フイルムは、フィルム価格や現像代の値上げをしながらも新製品を投入するなど、事業の継続を強く主張している。しかし、カメラメーカーがフィルムカメラの新規開発に消極的で、写真の主流もデジタルへと移行したため、事業継続のためにラインナップの縮小を行う可能性は高い。
ただし、中判以上のフィルムサイズであれば、スキャンの仕方によって現行デジタルカメラよりも多くの画素数を得ることができ、未だ一定の存在感を示している。
かつて写真の誕生により、絵画が肖像画や百科事典のイラストといった実用的な役割を縮小した後も絵画が芸術として存在し続けているように、フィルム撮影の写真は創作表現の方法、また芸術としての存在意義は失わないはずだと一部の写真家、批評家などにより言われていたが、リバーサルフィルムの代表的存在だったコダクロームやエクタクロームのプロ用フィルムが次々に姿を消す昨今、写真フィルム自体がレコード盤同様に過去の遺物になるのは時間の問題であるとの見方が有力である。
これはフィルムの製造自体が大規模な暗室生産ラインや特殊な化学物質などを必要とするため、ある程度の需要が見込めないと生産を継続するのは困難であること。プロ用フィルムの需要の大半を占めてきたプロカメラマンのほとんどがデジタルカメラに移行したことなどが要因と考えられる。